# آندونی آراناگا
آندونی آراناگا (اسپانیایی: Andoni Aranaga‎؛ زادهٔ ۱ ژانویهٔ ۱۹۷۹) دوچرخه‌سوار اهل اسپانیا است. وی در مسابقات جیرو دیتالیا شرکت کرده است.